# Ética da discussão
A ética em matéria de discussão, comunicação e debate é uma reflexão sobre as condições de possibilidade mínimas de compreensão mútua dos homens em uma situação de troca verbal. Tem por objetivo formular as normas que devem permitir um debate desenrolar-se satisfatoriamente e estabelecer, se possível, os fundamentos destas normas. É um modelo teórico que procura fundamentar a validade de argumentos e juízos éticos e morais através do exame dos pressupostos do discurso. Tal modelo foi utilizado como base para as teorias de Jürgen Habermas e Karl-Otto Apel.

## Princípios racionais de um debate

### A adesão
O princípio fundamental é, de acordo com Aristóteles: contra negantem principia non est disputandum (não é necessário discutir com alguém que nega os princípios).
Este primeiro princípio já em si problemático. Tendo em vista os fundamentos parece impossível aceitá-lo racionalmente, pois cometer-se-ia uma Petição de princípio. É o que observa Karl Popper quando fala de uma adesão da ordem da "fé racional".
Para responder a este problema colocado, por exemplo, pelos céticos, diversas soluções foram propostas. O desafio é evitar uma alternativa estéril entre a possibilidade de falar e a possibilidade de entender: a recusa de qualquer princípio e a aceitação de um só princípio universal podem, igualmente, em certos casos, resultar numa impossibilidade de comunicação humana.

### Regras
1. Os princípios lógicos: objetivo – afastar a sofística e recusar o silêncio cético.
2. As prenoções: objetivo -  tornar inteligível um entendimento humano a priori.
3. O sujeito transcendental: objetivo - estabelecer as condições universais das possibilidades de um debate.

## Ética do discurso na construção normativa
Habermas afirma que para que uma norma seja válida ela deve partir de um diálogo entre diferentes partes que apresentem diferentes argumentos, portanto o discurso tem grande importância para a democracia e a legislação democrática. Isso quer dizer que a validade de uma norma não está dissociada dos procedimentos argumentativos. Ele afirma isso fazendo referência à validade das dimensões anexas aos atos do discurso e às formas implícitas de argumento que eles possuem, concebido a partir da ideia de um pragmatismo universal. A ideia principal é de que a validade de uma norma não pode ser justificada a partir de uma visão de mundo isolada, ela só é justificada intersubjetivamente no processo de argumentação entre indivíduos de forma dialética. Portanto, a validade é adquirida através de um consenso alcançado pela compreensão de argumentos individuais.
Porém, para Habermas, alguns pressupostos são importantes para a formação argumentativa. Enquanto Kant extraía princípios morais das necessidades de imposição de uma razão subjetiva no mundo, Habermas retira seus princípios morais das necessidades de imposição dos indivíduos engajados no discurso justificativo da validade, ou seja, das pressuposições de comunicação e argumentação. Para que os indivíduos possam se comunicar e argumentar de forma a produzir uma validade no consenso, é preciso que sigam tais pressupostos:
- Os participantes de um intercâmbio comunicativo devem usar expressões linguísticas do mesmo modo
- Nenhum argumento pertinente será suprimido ou excluído pelos participantes
- Nenhuma força, a não ser a do melhor argumento, será utilizada
- Os participantes serão motivados apenas pela vontade de encontrar o melhor argumento
- Todos devem concordar com a validade universal do pedido que está sendo tematizado
- Todos que são capazes de argumentar e agir são qualificados para participar e todos são igualmente qualificados para introduzir novos tópicos ou expressar atitudes necessárias ou desejos.
- Nenhum pedido de validade de uma norma está isento de uma avaliação crítica nas argumentações

Esses são os pressupostos principais da teoria moral de Habermas. O discurso ético dele procura destilar um ponto de vista moral idealizado que acompanha um processo racional de argumentação perfeito (também idealizado) que seria o princípio moral implícito nos pressupostos assinalados acima.